# دورهام (اکلاهما)
دورهام (به انگلیسی: Durham) یک منطقهٔ مسکونی در ایالات متحده آمریکا است که در شهرستان راجر میلز، اکلاهما واقع شده‌است.